# Max Hagen

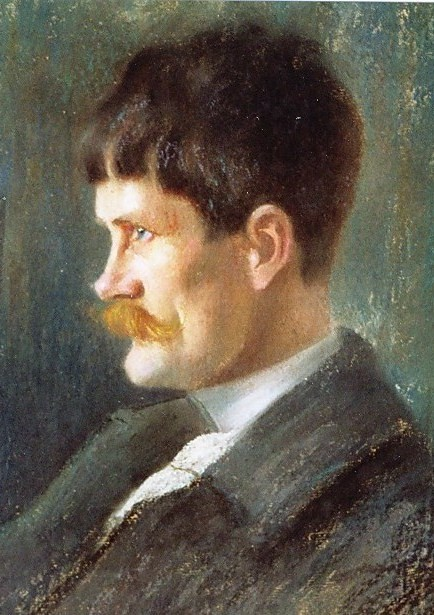
Max Hagen
(Selbstbildnis, Pastell)

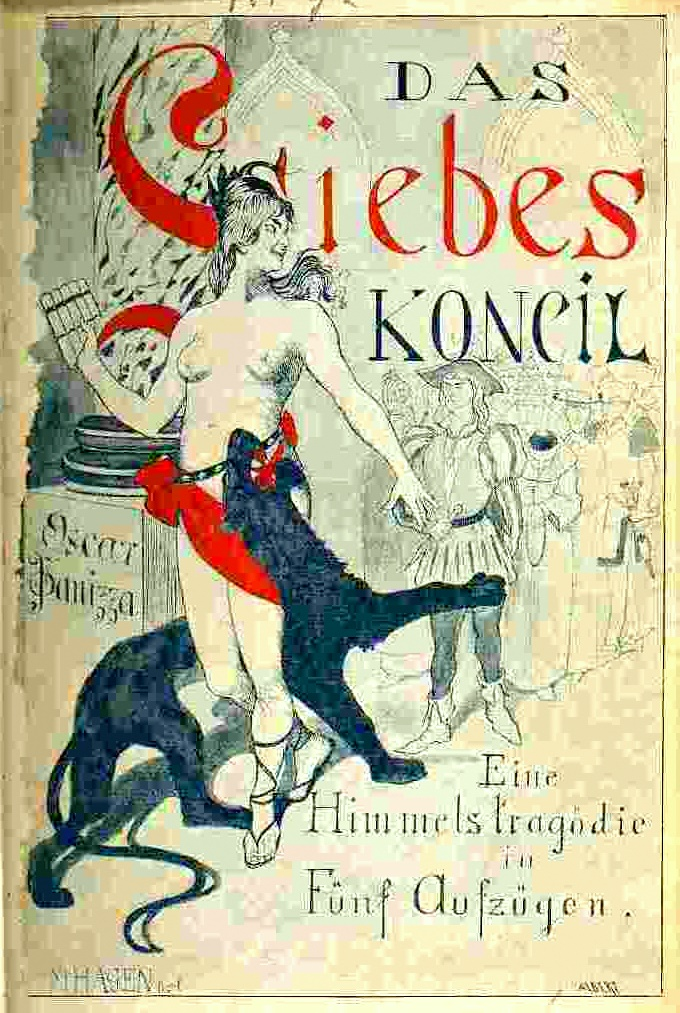
Sein Titelbild zum Liebeskonzil

Max Hagen (* 25. Oktober 1859 in Flensburg; † 26. März 1914 in Schliersee, Oberbayern) war ein deutscher Landschaftsmaler, Zeichner und Karikaturist.

## Leben
Hagen wurde als zweites von fünf Kindern einer Kaufmannsfamilie geboren und sollte nach abgebrochenem Besuch des Realgymnasiums eigentlich eine Schlosserlehre beginnen, der er körperlich aber nicht gewachsen war. In Schlesien versuchte er es dann mit einer Ausbildung als Kaufmann. Ein Hamburger Maler erkannte dort seine Begabung und riet ihm, eine Kunstakademie zu besuchen. Hagen wurde daraufhin im Jahr 1883 Student an der Akademie der Bildenden Künste München.
Im Gegensatz zum herrschenden Kunststil, der die perfekte Wiedergabe von ereignisreichen Sujets verfolgte, malte Hagen, der in Windach am Ammersee lebte, impressionistisch inspirierte Ölbilder von unspektakulären Landschaften am Ammersee wie die großen Impressionisten in Frankreich oder auch wie Ludwig von Gleichen-Rußwurm in Bonnland.
Im Jahr 1891 konnte Hagen erstmals im Glaspalast München ausstellen, in der Münchner Secession, später auch auf der Großen Berliner Kunstausstellung. Für eine seiner Landschaften erhielt er 1892 die Silbermedaille der Münchner Akademie „Bene merito“. Trotzdem konnte Hagen nur wenige Bilder verkaufen, da sein Stil nicht den herrschenden Zeitgeschmack traf. Außerdem war die Konkurrenz in München zu groß.
Mathilde Panizza, Mutter des Schriftstellers Oskar Panizza und Eigentümerin des Hotels „Russischer Hof“ in Bad Kissingen, konnte es sich damals leisten, im Winter in München zu leben. Für ihre Enkelin Mathilde Collard, Tochter des Bad Kissinger Hotelbesitzers Gustav Collard, buchte sie bei Hagen Malstunden. Mathilde Collard war eine gelehrige Schülerin. Aus dem Malunterricht wurde schließlich Liebe, 1913 heiratete Hagen seine Schülerin. Für Oskar Panizza zeichnete Hagen das Titelblatt zu dessen Theaterstück Das Liebeskonzil (1894).
Hagens Mäzenin Mathilde Panizza kaufte ihm auch einige Bilder ab, die sich teilweise noch heute in Bad Kissingen in Privatbesitz befinden. Mit dem Verkauf von Bildern und mit seinem Malunterricht konnte Hagen einigermaßen leben. 1896 zeichnete er für die neue Wochenschrift Jugend Karikaturen und wurde 1897 deren ständiger Mitarbeiter. Noch bekannter wurde er, als ab 1900 auch die Satire-Zeitschrift Simplicissimus  seine humorvollen Karikaturen regelmäßig veröffentlichte.
Hagen starb am 26. März 1914 während eines Skiausflugs in der Nähe des Schliersees, wo er auch begraben ist.

## Literatur

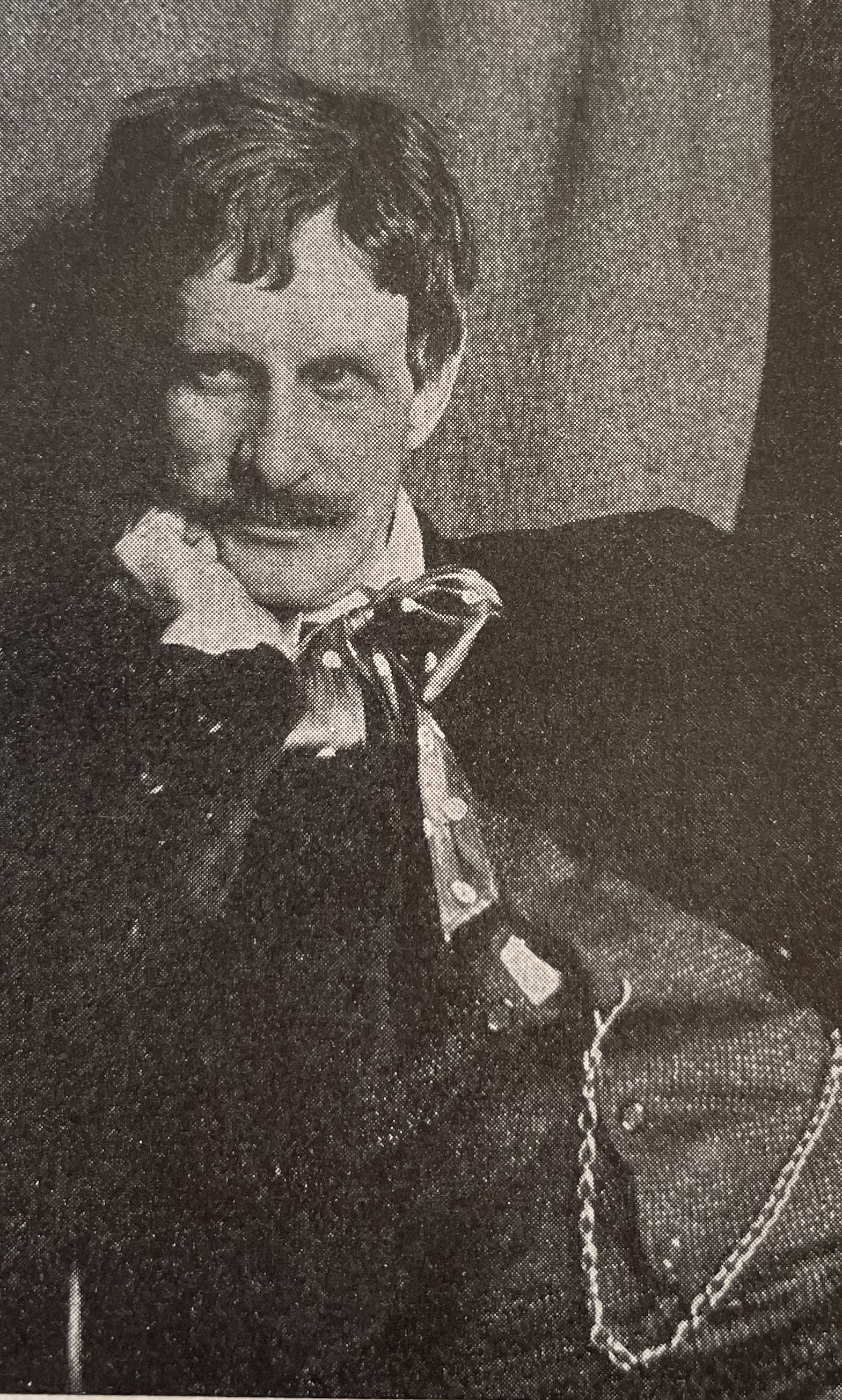
Max Hagen